# Воля-Блажевская
Воля-Блажевская (укр. Воля-Блажівська) — село в Ралевской сельской общине Самборского района Львовской области Украины.
Население по переписи 2001 года составляло 498 человек. Занимает площадь 10 км². Почтовый индекс — 81484. Телефонный код — 3236.